# Бертяков Іван Денисович
Іван Денисович Бертяко́в (нар. 10 жовтня 1923, Рибинка — пом. 28 жовтня 1985, Жданов) — український радянський живописець.

## Біографія
Народився 10 жовтня 1923 року у селі Рибинці (нині Ольховський район Волгоградської області Російської Федерації). Протягом 1939—1941 років навчався у Сталінградському художньому училищі (викладач Л. Ємельянов).
Брав участь у німецько-радянській війні. Нагороджений медалями «За перемогу над Німеччиною» (9 травня 1945), «За бойові заслуги» (15 лютого 1968).
Жив і працював у місті Жданові (нині Маріуполь, Донецька область, Україна). Помер у Жданові 28 жовтня 1985 року.

## Творчість
Автор картин:
- «Серго Орджонікідзе серед робітників заводу „Азовсталь“ у 1930 році» (1957, у співавторстві);
- «В Азовстальському порту» (1960);
- «Після бою» (1962);
- «Відновлення домни» (1963);
- «Азовсталь» (1964).

Брав участь у мистецьких виставках з 1951 року, зокрема на міській виставці в Жданові, присвяченій 300-річчю возз'єднання України з Росією, представив 4 твори: «Околиця», «Осінь», «Похмурий день», «Вид на порт».